# Mizumoto Hiroki
Mizumoto Hiroki (sinh ngày 12 tháng 9 năm 1985) là một cầu thủ bóng đá người Nhật Bản.

## Đội tuyển bóng đá quốc gia Nhật Bản
Mizumoto Hiroki thi đấu cho đội tuyển bóng đá quốc gia Nhật Bản từ năm 2006 đến 2012.

## Thống kê sự nghiệp
| Đội tuyển bóng đá Nhật Bản | Đội tuyển bóng đá Nhật Bản | Đội tuyển bóng đá Nhật Bản |
| Năm                        | Trận                       | Bàn                        |
| -------------------------- | -------------------------- | -------------------------- |
| 2006                       | 2                          | 0                          |
| 2007                       | 0                          | 0                          |
| 2008                       | 1                          | 0                          |
| 2009                       | 0                          | 0                          |
| 2010                       | 0                          | 0                          |
| 2011                       | 0                          | 0                          |
| 2012                       | 2                          | 0                          |
| Tổng cộng                  | 5                          | 0                          |